# Чулошниково
Чулошниково — упразднённый посёлок в Саткинском районе Челябинской области России. Входил в состав Троицко-Совхозного сельсовета. Исключен из учётных данных в 1983 году.

## География
Располагался на левом берегу реки Уй, на расстоянии примерно 2,5 км по прямой к юго-востоку от окраин посёлка Скалистый.

## История
До 1916 года входил в состав Кособродской волости Троицкого уезда Оренбургской губернии. По данным на 1926 год хутор Чулошников состоял из 21 хозяйства. В административном отношении входил в состав Нижнесанарского сельсовета Троицкого района Троицкого округа Уральской области.
По данным на 1970 год входил в состав Троицко-Совхозного сельсовета. В нём располагалась бригада 1-го отделения Троицкого совхоза.
Исключен из учётных данных решением Челябинского облисполкома от 28 февраля 1983 года № 134.

## Население
| 1970 | 1977 | 1983 |
| ---- | ---- | ---- |
| 77   | ↘35  | ↘0   |

По переписи 1926 года на хуторе проживало 106 человек (54 мужчины и 52 женщины), в том числе украинцы составляли 90 % населения, русские — 10 %.